# Masters de Cincinnati 2000
El Masters de Cincinnati 2000 (también conocido como Great American Insurance ATP Championship por razones de patrocinio) fue un torneo de tenis jugado sobre pista dura. Fue la edición número 99 de este torneo. El torneo masculino formó parte de los ATP World Tour Masters 1000 en la ATP. Se celebró entre el 7 de agosto y el 14 de agosto de 2000.

## Campeones

### Individuales masculinos
Thomas Enqvist vence a  Tim Henman, 7–6(7–5), 6–4.

### Dobles masculinos
Mark Woodforde /  Todd Woodbridge vencen a  Ellis Ferreira /  Rick Leach, 7–6(8–6), 6–4.
| Predecesor: Cincinnati 1999 | Masters de Cincinnati 2000 | Sucesor: Cincinnati 2001 |